# Sematophyllum crassirete
Sematophyllum crassirete är en bladmossart som beskrevs av Brotherus 1925. Sematophyllum crassirete ingår i släktet Sematophyllum och familjen Sematophyllaceae. Inga underarter finns listade i Catalogue of Life.